# Alapítvány (regény)
Az Alapítvány (angolul: Foundation) Isaac Asimov klasszikus Alapítvány-trilógiájának első könyve. Öt rövidebb történetből áll, melyek közül négy – más címekkel – eredetileg az Astounding Science Fiction magazinban jelent meg 1942 és 1944 között. Könyvként először 1951-ben, a Gnome Press kiadó gondozásában jelentek meg. Magyar nyelven először 1971-ben jelent meg a Kozmosz Fantasztikus Könyvek sorozatban, Baranyi Gyula fordításában. 2018-ban pedig új fordítással jelentette meg a GABO kiadó egy gyűjteményes kötetben a trilógia részeit. Az új változat fordítója Sámi László.
- Az első novella: A pszichohistorikusok, amely az öt novella közül a legkésőbb íródott, és nem jelent meg az Astounding Science Fiction magazinban. Asimov 1950-ben vetette papírra, mivel a Gnome Press kiadó úgy vélte, ha könyvbe szedik az Alapítvány-novellákat, Az enciklopédisták nem szolgál kellő mennyiségű információval és magyarázattal a könyv világába való bevezetéshez.
- A második novella: Az enciklopédisták, amely először 1942-ben jelent meg az Astounding Science Fiction magazin májusi számában, Alapítvány (angolul: Foundation) címmel.
- A harmadik novella: A polgármesterek, először az Astounding Science Fiction magazin 1942. júniusi számában jelent meg, Bridle and Saddle (kantár és nyereg) címmel.
- A negyedik novella: A kereskedők, amely először az Astounding Science Fiction magazin 1944. októberi számában jelent meg, The Wedge (az ék) címmel. Bár A kereskedők történései A kalmárfejedelmek előtt játszódnak, Asimov valójában ezt a novellát írta meg negyedikként az ötből. Erre azért volt szükség, hogy az Alapítványi befolyás átalakulása a vallásiból kereskedelmivé hihetőbben és részletesebben legyen elmesélve.
- Az ötödik novella: A kalmárfejedelmek, amely először az Astounding Science Fiction magazin 1944. augusztusi számában jelent meg, The Big and the Little (A kicsi és a nagy) címmel.

## Történet
|  | Alább a cselekmény részletei következnek! |

### A pszichohistorikusok
A történet G.K. 12 067-ben (A.K. 1) játszódik. A fiatal és tehetséges matematikus, Gaal Dornick a Trantorra, a Galaktikus Birodalom központi bolygójára tart, hogy csatlakozzon egy tekintélyes matematikus, I. Cleon császár egykori első minisztere, Hari Seldon tervezetéhez, a Seldon-tervhez. Gaal nem sokat tud a terv mibenlétéről, ám Seldon személyes meghívásának hatására a Trantorra indul. Megérkezése után nem sokkal találkozik Seldonnal, aki elmondja neki, hogy a tervet és az azzal kapcsolatba hozható személyeket – így őt is – a Közbiztonsági Bizottság – a Birodalomban a császárral szemben a tényleges hatalmat gyakorló testület – szigorú megfigyelés alatt tartja. Seldon beszél Gaalnak a terv néhány részletéről, és megemlíti, hogy Trantor a pszichohistóriai számítások szerint 500 éven belül elpusztul. Találkozásuk másnapján Gaalt és Seldont is letartóztatják.
A tárgyalás alatt Seldon elmondja, hogy a pszichohistória matematikai tudományának segítségével kutatócsoportja képes előre feltérképezni az emberi történelem jövőbeni alakulását. A számítások szerint Trantor és vele az egész Galaktikus Birodalom 500 éven belül pusztulásra van ítélve, utána pedig egy 30 000 éves interregnum után vergődne csak életre egy Második Galaktikus Birodalom. Ez a harmincezer év a polgárháborúk, barbárság és pusztulás ideje lenne. Ezt megakadályozandó – mint Seldon elmondja – létrehozta csoportját és az igen kiterjedt Seldon-tervet, melynek az a célja, hogy az emberiség tudásanyagát felhalmozva létrehozza az Encyclopedia Galacticát. Azzal, hogy az Encyclopedia segítségével megakadályozzák a civilizáció barbárságba süllyedését, az interregnum időszaka 30 000 évről lerövidül mindössze egy évezredre.
Bár a Bizottság gyanakvással tekint Seldonra és nem igazán hisznek elméleteiben, úgy döntenek, nem akadályozzák meg a Terv végrehajtását. Azonban hogy elhallgattassák a baljóslatú jövendöléseket, Seldon csoportját – kb. százezer embert – száműzik egy, a Galaxis Perifériáján elhelyezkedő kis bolygóra, a Terminusra. Mint Seldon később elmondja Gaalnak, a bolygót ők maguk választották ki, és ők befolyásolták úgy a bizottságot, hogy oda száműzzék őket. Ennek oka Terminus kivételes helyzete, mind politikai, mind galaktográfiai tekintetben – a Terminuson létrehozott Első Alapítvány a Második Galaktikus Birodalom magja és majdani létrehozója hivatott lenni.
A pszichohistorikusok az öt novella közül a legkésőbb íródott és nem jelent meg az Astounding magazinban. Asimov 1950-ben vetette papírra, mivel a Gnome Press kiadó úgy vélte, ha könyvbe szedik az Alapítvány-novellákat, Az enciklopédisták nem szolgál kellő mennyiségű információval és magyarázattal a könyv világába való bevezetéshez.
Érdemes megemlíteni, hogy Hari Seldon Dornickkal való találkozásakor kézi „számolótáblát” használ. Asimov ezzel megjósolta a kézi számológépek elterjedését, több mint két évtizeddel azok tényleges megalkotása (1971) előtt.

### Az enciklopédisták
A cselekmény ötven évvel A pszichohistorikusok történései után, A.K. 50-ben (G.K. 12 116) játszódik. A novella központi alakja Salvor Hardin, a Terminuson élő egymilliós kolónia polgármestere.
A Birodalom már olyannyira meggyengült a Periférián, hogy számos tartomány az önállóság, a függetlenség gondolatával kacérkodik. Míg a Birodalommal történő kereskedelem és kommunikáció megszűnik, a Terminus bolygót körülvevő Anakreón Tartomány szétszakad, főurai királyokká kiáltják ki magukat és létrehozzák a Négy Királyságot. Közülük a két legerősebb, Anakreón és Smyrno királyságok között háború tör ki, Terminus pedig, mivel stratégiai helyzete igen kedvező, figyelmük központjába kerül – Anakreón szándéka szerint katonai bázist létesítene a bolygó, szabad területeit pedig felosztaná arisztokráciájának, földbirtokként.
Hardin polgármester, bár látja a fenyegető veszélyt, gyakorlatilag tehetetlen, mivel az Alapítványt irányító öttagú testület, az igazgatótanács nem hajlandó felismerni azt, és vakon bízik a Birodalomban és a császárban. (Az igazgatótanács vezetője Lewis Pirenne, tagjai: Tomaz Sutt, Jord Fara, Lundin Crast és Yate Fulham.) Hardin feismeri, hogy – bármilyen jó tudósok is legyenek – ők nem képesek kivezetni az Alapítványt a válságból, mivel az egyetlen dolog, ami érdekli őket, az Encyclopedia Galactica elkészítése. A polgármester ezért, miután a helyzet az anakreóni követ ultimátuma után tarthatatlanná válik, segítőjével, Yohan Leevel megszervezi a puccsot az enciklopédisták ellen, akik minden bizodalmukat az Időkripta, egy Hari Seldon által hátrahagyott szerkezet ötvenedik évfordulón bekövetkező megnyílásába helyezték. Várakozásuk szerint Seldon – aki pszichohistóriájával előre látta a kialakult helyzetet – megoldást kínál és kivezeti őket a krízisből.
A kripta megnyílik, ám Seldon megjelenő képmása egészen más ügyben szól a megjelentekhez. Elmondja, hogy az Encyclopedia valójában csak egy blöff volt, ami azért volt szükséges, hogy az Első Alapítványt elhelyezhessék a Terminuson. Ettől kezdve a szükségszerűség, a kiszámított történelem útját fogják járni, a bizonyos időközönként bekövetkező krízisek – a Seldon-válságok – pedig minden esetben csak egyetlen cselekvési lehetőséget hagynak nekik. Így a válságok során keresztül végül ezer év elmúltával az Első Alapítvány létrehozza majd a Második Galaktikus Birodalmat, mely az elsőnél tartósabb és erősebb birodalom lesz.
Az enciklopédisták megtörten Hardinhoz fordulnának segítségért, nekik azonban ekkorra már nincs hatalmuk. Salvor Hardin polgármesterként az Alapítvány feje lesz, és ebben a minőségében körbejárja az Anakreónnal ellenséges másik három királyságot, elmondva nekik, hogy ha most hagyják a Terminust Anakreón kezébe hullani, úgy megfosztják magukat a technológiáktól, melyeket az Alapítvány nyújtani tudna nekik, Anakreón viszont összehasonlíthatatlanabbul erősebbé válik. Így az anakreóni király ellenségeitől közös ultimátumot kap kézhez, és alig egy hónappal a bevonulás után kénytelen kivonni csapatait a Terminusról.

### A polgármesterek
Az enciklopédisták ideje óta három évtized telt el, a történet A.K. 80-ban (G.K. 12 136) játszódik.
Salvor Hardin még mindig az Első Alapítvány polgármestere, és bár a Városi Tanács – mely az Alapítvány döntéshozó testületévé vált – támogatja és hatalma szilárdnak látszik, újabb Seldon-válság készül. A bel- és külpolitikai krízis – csakúgy, mint harminc éve – egyidőben érik be. Az anakreóni próbálkozások elhárítása óta eltelt időben az Alapítvány technológiai segítséget nyújtott a Négy Királyságnak, ezzel együtt pedig rájuk kényszerítettek egy tudomány-vallást, mely látszólag szintén a királyságokat erősíti. Anakreón immár erősebb, mint riválisai együttvéve, s ismét Terminus meghódítására készül. Mivel Hardin polgármester – sejtve Seldon céljait és módszereit – a semmittevés politikáját választja, politikai ellenfelei egy új pártot hoznak létre ellene – az Akció Pártot –, mely az azonnali militarizálás és cselekvés mellett foglal állást. (A Párt vezetője Sef Sermak.)
Anakreón Királyság uralkodója ekkor névlegesen Lepold, a tizenöt éves gyermekkirály, azonban a tényleges hatalmat Wienis kormányzó herceg, Lepold nagybátyja gyakorolja. Wienis célja, hogy a korábbi, Terminus részéről elszenvedett sérelem miatt bosszút álljon az Alapítványon és személyesen Salvor Hardinon. A támadást Lepold nagykorúvá válásának (tizenhatodik születésnapjának) estéjén indítja útnak Terminus felé.
Hardin Anakreón központi bolygójára utazik, s ott várja ki, míg a válság a tetőpontjára ér. A hajóflotta nem jut el Terminusig, mivel – hivő és babonás – legénységét azok a Terminuson képzett papok irányítják, akikbe azt sulykolták bele, hogy az Alapítvány minden szentség és áldás központja, így az ellene való támadás szentségtörés. A papok a királyság főbb bolygóin átveszik az irányítást, a nép pedig fellázad Wienis ellen, aki öngyilkos lesz. Hardin, miután az anakreóni események hatására gyors egymásutánban megnemtámadási egyezményeket csikar ki a Négy Királyság uralkodóitól, teljes bizalmat kap a Tanácstól – beleértve az Akció Párt tagjait –, s így a válság megoldódik.
Hari Seldon az alapítás nyolcvanadik évfordulóján ismét megjelenik az Időkriptában, és figyelmezteti az alapítványiakat, hogy bár jó időre garantálták sérthetetlenségüket a királyságokkal szemben a vallási hatalom erejével, ez nem elegendő arra, hogy ellentámadásba menjenek át, meghódítva a Királyságokat.

### A kereskedők
A polgármesterek történései óta 50 év telt el, a novella A.K. 135-ben (G.K. 12 201) játszódik.
Az Alapítvány ekkorra megszilárdította hatalmát a vallás segítségével a Négy Királyság felett, azonban terjeszkedésének igazi hajtóereje a kereskedőkben rejlik. A Periféria királyságai barátságtalanokká váltak az Alapítvány küldötteivel szemben, mivel saját vallási rendszereik ellenkeznek a tudomány-vallással.
A történet központi alakja Limmar Ponyets kereskedő. A terminusi vezetés utasítja, hogy utazzon Askone-ra, és próbálja meg kiszabadítani az Alapítvány ügynökeként tevékenykedő, mesterkereskedőnek álcázott Eskel Gorovot. Mivel Gorov az alapítványi vallást próbálta meg terjeszteni, halálra ítélték, és kivégzését várja. Az askone-i vallás az Ősök tiszteletére épül, és elítél minden fejlett technológiát, így az Alapítvány kereskedői által kínáltakat is. Uralkodójuk a Nagymester.
Ponyets Askone-on rövid tárgyalás után felajánlja a Nagymesternek, hogy Gorovért cserébe aranyat ad, melyet egy saját maga által összeeszkábált anyagátalakítóval készít. A Nagymester elfogadja az alkut. Eközben Ponyets megzsarolja a kormányzó tanács egyik tagját – Pherlt, a várható következő Nagymestert –, és „eladja” neki hajója egész rakományát, köztük számtalan, az Askone-on tiltott alapítványi technológiával. Pherl behálózásával Askone a következő évtizedekben fokozatosan az Alapítvány befolyása alá kerül, átvéve a tudomány-vallást.
Az eredeti történetben Limmar Ponyets karakterét Lathan Devers-nek hívták. Lathan Devers az Alapítvány és Birodalom A Generális c. fejezetében az a kereskedő, akit az Alapítvány kémként küld a Birodalom hadiflottájába.

### A kalmárfejedelmek
A kereskedők történései óta húsz év telt el, a cselekmény A.K. 155-ben (G.K. 12 221) játszódik.
Központi alakja a smyrnói származású Hober Mallow mesterkereskedő, akit Jorane Sutt, a terminusi polgármester titkára felkér, hogy utazzon el Korell Köztársaságba mint kém. Az utazás célja, hogy Mallow kiderítse, mi történt azzal a három alapítványi kereskedőhajóval, amelyek az elmúlt évben ebben a térségben tűntek el. A hajók ugyanis alapítványi technológiával és fejlett atomerővel voltak ellátva, így elpusztításuk csak nagyobb atomerővel volt lehetséges – viszont ha a Korell Köztársaság rendelkezne ilyen fegyverekkel, az fenyegetést jelentene az Alapítvány számára.
A Korell Köztársaság vezetője Asper Argo kapitány. Korell, tanulva az askone-i esetből – amikor Askone az Alapítvány befolyása alá került – elzárkózik a kereskedelemtől a tudomány-vallástól való félelmében. Mallow azonban nem tekinti magát érdekeltnek a misszionárius szerep eljátszásában, így kizárólag magát az árut ajánlja fel a kapitánynak, aki – miután Mallow bemutat neki számos alapítványi szerkezetet – elfogadja az ajánlatot, és gazdaságát a következő években átállítja a fejlett terminusi technológiára.
Mallow korelli utazását követően ellátogat Siwennára, az összezsugorodott Galaktikus Birodalom egyik határtartományába, és itt találkozik egy Onum Barr nevezetű öregemberrel, akitől értékes információkat és segítséget kap, így végezhet némi felderítést a Birodalom technológiáját illetően. Megtudja emellett, hogy Siwenna jelenlegi alkirálya, aki korábban birodalmi tábornokként véres mészárlást rendezett a bolygón, a határokon kívül akar új területeket hódítani magának, s ennek megalapozásaként hozzáadta egyik lányát ez egyik helyi uralkodóhoz – Asper Argóhoz. Argo tehát a Birodalomtól kapja az atomerőt, melyet az Alapítvány ellen szándékozik felhasználni. (Ezt az alkirályt, mint később kiderül, Onum Barr egyik fia, az Alapítvány és Birodalom A Generális c. fejezetében szereplő Ducem Barr öli meg.)
Mallow-t visszatérése után Terminuson bíróság elé állítják, mivel korelli tartózkodása alatt kiszolgáltatott a korelli hatóságoknak – valójában egy tekintélyes méretű tömegnek – egy alapítványi misszionáriust, aki a tudomány-vallást próbálta meg terjeszteni. Mallow, miután bebizonyítja, hogy a misszionárius valójában a Korelli Titkos Rendőrség embere volt, népi hőssé válik. Sikerének és a korelli szerződés segítségével történő meggazdagodásának együttes erejével megnyeri a polgármester-választást, és az Alapítvány első kalmárfejedelmévé válik.
Korell három évvel később – A.K. 158-ban – háborút indít az Alapítvány ellen a Birodalomtól kapott atomerővel. Gazdaságukat azonban átállították az Alapítványtól kapott technológiákra, és az elhúzódó háború alatt egész gazdasági berendezkedésük összeomlik. Mallow emellett a belpolitikai válságot is hasonló módszerrel oldja meg – ahol a politikai ellenfelévé vált Jorane Sutt sikereket ér el, ott megvonja a néptől a jólétet, míg ott, ahol elutasítják, biztosítja azt. Korell végül három év "békés háború" után kapitulál az Alapítvány előtt, A.K. 161-ben, Hober Mallow pedig Salvor Hardinhoz és Hari Seldonhoz hasonlóan a későbbi korok számára népi hősként él tovább.
|  | Itt a vége a cselekmény részletezésének! |

## Megjelenések

### angolul
1. Foundation, Gnome Press, 1951[2]

### magyarul
1. Alapítvány. Tudományos fantasztikus regény; ford. Baranyi Gyula, életrajz Kuczka Péter, utószó Makkai László; Kozmosz Könyvek, Bp., 1971 (Kozmosz fantasztikus könyvek)
2. Alapítvány, Kozmosz Fantasztikus Könyvek, Kozmosz Könyvek, Budapest, 1982, ford. Baranyi Gyula
3. Alapítvány, Móra Ferenc Ifjúsági Könyvkiadó, Budapest, 1993, ford. Baranyi Gyula
4. Alapítvány, Gabo Könyvkiadó, Budapest, 1999, ford. Baranyi Gyula
5. Asimov teljes Alapítvány-Birodalom-Robot Univerzuma, 4. kötet, Szukits Könyvkiadó, Szeged, 2003, ford. Baranyi Gyula
6. Alapítvány, Gabo Könyvkiadó, Budapest, 2011, ford. Baranyi Gyula
7. Alapítvány-trilógia / Alapítvány / Alapítvány és birodalom / Második Alapítvány; ford. Sámi László; Gabo, Bp., 2018